# 蜻蜓哥哥
蜻蜓哥哥（1980年12月26日—），本名宋翊彰，曾為台灣東森幼幼台的兒童節目「昆蟲家族」成員之一、客家電視台的主持人、中國大陸江蘇教育電視台的少兒節目「動物家族」主持人；除此以外還參加各大舞台劇演出，發行個人專輯，電視廣告、MTV拍攝並曾任平面模特兒、服裝秀模特兒等。
近年來被韓國、中國、馬來西亞等國，邀請當少兒藝術理事長，及各個國家經紀公司，電視台合作，培養少兒藝人指定合作單位。

## 主持節目
- YoYo點點名
- 科學樂園
- 客家電視台
- 江蘇電視台森森新樂園
- 漢聲廣播電台

## 唱片
- YoYo點點名3 - YoYo Love You
- YoYo點點名4 - 快樂木屐鞋
- YoYo點點名5 - 郊遊點點名
- YoYo點點名6 - 夢想專賣店
- YoYo點點名精選輯 - 舞蹈教室
- YoYo點點名7 - YoYo嘿嗨哈
- YoYo點點名8 - 動物音樂課
- YoYo點點名9 - 愛是大明星
- YoYo點點名精選輯 - 金曲大點名
- 宋翊彰 - 蜻飛寶王國

## 電影
2005年：《秋天的藍調》

## 微電影
2013年：《倆個人如果在一起》 飾 醫生

## 個人部落格
- 蜻蜓哥哥心情世界
- 宋翊彰FB （页面存档备份，存于）
- 蜻飛娛樂工作室